# Wu I-ping
Wu I-ping (čínsky pchin-jinem Wú Yìbǐng, znaky tradiční 吴易昺, * 14. října 1999 Chang-čou) je čínský profesionální tenista. Ve své dosavadní kariéře na okruhu ATP Tour vyhrál jeden singlový turnaj. Na Dallas Open 2023 se stal prvním Číňanem, který postoupil do finále a následně zvítězil ve dvouhře turnaje ATP Tour, rovněž tak prvním čínským hráčem, jenž porazil člena elitní světové desítky. Na challengerech ATP a okruhu ITF získal šest titulů ve dvouhře.
Na žebříčku ATP byl ve dvouhře nejvýše klasifikován v květnu 2023 na 54. místě a ve čtyřhře v dubnu 2018 na 295. místě. Trénuje ho Gerardo Azcurra.
V juniorském tenise prohrál finále Orange Bowlu 2016 v kategorii 18letých s obhájcem trofeje Miomirem Kecmanovićem. Na Australian Open 2017 postoupil do semifinále singlové i deblové soutěže. Z US Open 2017 si pak odvezl „double“, když vyhrál dvouhru a s Tchajwancem Sü Jü-siem také čtyřhru. Po skončení newyorského grandslamu se v září 2017 stal juniorskou světovou jedničkou.
V čínském daviscupovém týmu debutoval v roce 2017 kaosiungským úvodním kolem 1. skupiny asijsko-oceánské zóny proti Tchaj-wanu, v němž vyhrál dvouhru po skreči Jasona Junga v páté sadě. Číňané zvítězili 5:0 na zápasy. Do června 2023 v soutěži nastoupil ke čtyřem mezistátním utkáním s bilancí 3–2 ve dvouhře a 0–0 ve čtyřhře.

## Tenisová kariéra
Na okruhu ATP Tour debutoval po obdržení divoké karty zářijovým Chengdu Open 2017 v Čcheng-tu. Na úvod podlehl Brazilci Thiagu Monteirovi z druhé světové stovky. První zápas v této úrovni vyhrál na říjnovém Shanghai Rolex Masters 2018, kde porazil krajana Li Čeho z třetí stovky žebříčku. Poté jej vyřadila japonská světová dvanáctka Kei Nišikori. Od března 2019 do února 2022 na okruzích nestartoval pro zranění lokte, bederní páteře, ramena a zápěstí.
Na grandslamu debutoval v mužském singlu US Open 2022 po zvládnuté tříkolové kvalifikaci, v níž na jeho raketě dohráli Ričardas Berankis, Stefano Travaglia a Corentin Moutet. Stal se tak prvním čínským mužem, jenž se v otevřené éře kvalifikoval do dvouhry US Open; později téhož dne do ní postoupil i krajan Čang Č’-čen. Postup do druhého kola newyorského singlu přes Gruzínce Nikoloze Basilašviliho znamenal první vítězný zápas čínského hráče na grandslamu po 63 letech, od výhry Fua Čch' Meje ve Wimbledonu 1959. Po pětisetové bitvě pak porazil Portugalce Nuna Borgese, čímž jako první čínský muž od Sü Čcheng-ťia ve Wimbledonu 1946 postoupil do třetího kola grandslamu. V něm však podlehl světové jedničce a obhájci titulu Daniilu Medveděvovi.
Na únorovém Dallas Open 2023 vytvořil ve 23 letech několik milníků čínského mužského tenisu. Semifinálovou výhrou nad americkou světovou osmičkou Taylorem Fritzem postoupil jako první Číňan do finále dvouhry na okruhu ATP Tour, respektive v celé otevřené éře. Mezi čínskými tenisty se stal i prvním, kdo porazil člena elitní světové desítky. V boji o titul pak zdolal pátého nasazeného Američana Johna Isnera v třísetové bitvě, jíž rozhodly pouze tiebreaky. Wu čelil 44 esům soupeře a odvrátil čtyři mečboly. Jako první čínský hráč v historii túry ATP tak vybojoval singlový titul. Od března 2019 do ledna 2022 přitom na okruhu absentoval pro sérii zranění. Po skončení se posunul na nové kariérní maximum, 58. místo žebříčku. V předchozí kariéře vyhrál jen tři zápasy v hlavních soutěžích turnajů ATP Tour a pouze jednou porazil člena z první padesátky klasifikace.

## Finále na okruhu ATP Tour
| Legenda                   |
| ------------------------- |
| D – dvouhra; Č – čtyřhra  |
| Grand Slam (0)            |
| Turnaj mistrů (0)         |
| ATP Tour Masters 1000 (0) |
| ATP Tour 500 (0)          |
| ATP Tour 250 (1–0 D)      |

### Dvouhra: 1 (1–0)
| Stav  | č. | datum     | turnaj                | povrch    | soupeř ve finále | výsledek                       |
| ----- | -- | --------- | --------------------- | --------- | ---------------- | ------------------------------ |
| Vítěz | 1. | únor 2023 | Dallas, Spojené státy | tvrdý (h) | John Isner       | 6–7(4–7), 7–6(7–3), 7–6(14–12) |

## Tituly na challengerech ATP a okruhu ITF
| Legenda                |
| ---------------------- |
| Challengery (4 D; 0 Č) |
| ITF (2 D; 0 Č)         |

### Dvouhra (6 titulů)
| Č. | datum         | turnaj                      | povrch    | poražený finalista   | výsledek                    |
| -- | ------------- | --------------------------- | --------- | -------------------- | --------------------------- |
| 1. | březen 2017   | An-ning, Čína               | antuka    | Danilo Petrović      | 6–4, 7–6(8–6)               |
| 1. | září 2017     | Šanghaj, Čína               | tvrdý     | Lu Jan-sun           | 7–6(8–6), 0–0skreč          |
| 2. | duben 2022    | Orange Park, Spojené státy  | antuka    | Michael Zheng        | 7–6(7–4), 7–5               |
| 2. | červen 2022   | Orlando, Spojené státy      | tvrdý     | Jason Kubler         | 6–7(5–7), 6–4, 3–1skreč     |
| 3. | červenec 2022 | Rome, Spojené státy         | tvrdý (h) | Ben Shelton          | 7–5, 6–3                    |
| 4. | červenec 2022 | Indianapolis, Spojené státy | tvrdý (h) | Aleksandar Kovacevic | 6–7(10–12), 7–6(15–13), 6–3 |

## Finále na juniorském Grand Slamu

### Dvouhra juniorů: 1 (1–0)
| stav  | rok  | turnaj  | povrch | soupeř ve finále | výsledek |
| ----- | ---- | ------- | ------ | ---------------- | -------- |
| Vítěz | 2017 | US Open | tvrdý  | Axel Geller      | 6–4, 6–4 |

### Čtyřhra juniorů: 1 (1–0)
| stav  | rok  | turnaj  | povrch | spoluhráč  | soupeři ve finále      | výsledek         |
| ----- | ---- | ------- | ------ | ---------- | ---------------------- | ---------------- |
| Vítěz | 2017 | US Open | tvrdý  | Sü Jü-siou | Tóru Horie Juta Šimizu | 6–4, 5–7, [11–9] |